# Liste des longs métrages brésiliens proposés à l'Oscar du meilleur film international
Cet article présente la liste des longs métrages brésiliens proposés à l'Oscar du meilleur film international.

## Films proposés par le Brésil
| Année (Cérémonie) | Titre français                                             | Titre original                                             | Langue(s)                    | Réalisateur                            | Résultat       |
| ----------------- | ---------------------------------------------------------- | ---------------------------------------------------------- | ---------------------------- | -------------------------------------- | -------------- |
| 1961 (33e)        | La Fin des cangaceiros (pt)                                | A Morte Comanda o Cangaço                                  | portugais brésilien          | Carlos Coimbra, Walter Guimarães Motta | Non nommé      |
| 1962 (34e)        | La Parole donnée                                           | O Pagador de Promessas                                     | portugais brésilien          | Anselmo Duarte                         | Nommé          |
| 1965 (37e)        | Le Dieu noir et le Diable blond                            | Deus e o Diabo na Terra do Sol                             | portugais brésilien          | Glauber Rocha                          | Non nommé      |
| 1966 (38e)        | São Paulo, Sociedade Anônima                               | São Paulo, Sociedade Anônima                               | portugais brésilien          | Luís Sérgio Person (pt)                | Non nommé      |
| 1968 (40e)        | O Caso dos Irmãos Naves (pt)                               | O Caso dos Irmãos Naves (pt)                               | portugais brésilien          | Luís Sérgio Person (pt)                | Non nommé      |
| 1969 (41e)        | As Amorosas (pt)                                           | As Amorosas (pt)                                           | portugais brésilien          | Walter Hugo Khouri                     | Non nommé      |
| 1970 (42e)        | Antonio das Mortes                                         | O Dragão da Maldade contra o Santo Guerreiro               | portugais brésilien          | Glauber Rocha                          | Non nommé      |
| 1971 (43e)        | Pecado Mortal (pt)                                         | Pecado Mortal (pt)                                         | portugais brésilien          | Miguel Faria Jr. (pt)                  | Non nommé      |
| 1972 (44e)        | Pra Quem Fica, Tchau (pt)                                  | Pra Quem Fica, Tchau (pt)                                  | portugais brésilien          | Reginaldo Faria (pt)                   | Non nommé      |
| 1973 (45e)        | Qu'il était bon mon petit Français                         | Como Era Gostoso o Meu Francês                             | portugais, français, tupi    | Nelson Pereira dos Santos              | Non nommé      |
| 1974 (46e)        | João et le Couteau                                         | A Faca e o Rio                                             | portugais brésilien          | George Sluizer                         | Non nommé      |
| 1975 (47e)        | A Noite do Espantalho (pt)                                 | A Noite do Espantalho (pt)                                 | portugais brésilien          | Sérgio Ricardo                         | Non nommé      |
| 1976 (48e)        | L'Amulette d'Ogum                                          | O Amuleto de Ogum                                          | portugais brésilien          | Nelson Pereira dos Santos              | Non nommé      |
| 1977 (49e)        | Xica da Silva                                              | Xica da Silva                                              | portugais brésilien          | Carlos Diegues                         | Non nommé      |
| 1978 (50e)        | La Boutique aux miracles                                   | Tenda dos Milagres                                         | portugais brésilien          | Nelson Pereira dos Santos              | Non nommé      |
| 1979 (51e)        | A Lira do Delírio (pt)                                     | A Lira do Delírio (pt)                                     | portugais brésilien          | Walter Lima Jr.                        | Non nommé      |
| 1980 (52e)        | Bye Bye Brasil                                             | Bye Bye Brasil                                             | portugais brésilien          | Carlos Diegues                         | Non nommé      |
| 1982 (54e)        | Pixote, la loi du plus faible                              | Pixote, a Lei do Mais Fraco                                | portugais brésilien          | Héctor Babenco                         | Disqualifié    |
| 1985 (57e)        | Mémoires de prison                                         | Memórias do Cárcere                                        | portugais brésilien          | Nelson Pereira dos Santos              | Non nommé      |
| 1987 (59e)        | A Hora da Estrela                                          | A Hora da Estrela                                          | portugais brésilien          | Suzana Amaral                          | Non nommé      |
| 1988 (60e)        | Rio zone                                                   | Um Trem para as Estrelas                                   | portugais brésilien          | Carlos Diegues                         | Non nommé      |
| 1989 (61e)        | Romance da Empregada (pt)                                  | Romance da Empregada (pt)                                  | portugais brésilien          | Bruno Barreto                          | Non nommé      |
| 1990 (62e)        | Dias Melhores Virão                                        | Dias Melhores Virão                                        | portugais brésilien          | Carlos Diegues                         | Non nommé      |
| 1992 (64e)        | A Grande Arte (pt)                                         | A Grande Arte (pt)                                         | portugais, anglais, espagnol | Walter Salles                          | Non nommé      |
| 1996 (68e)        | O Quatrilho                                                | O Quatrilho                                                | portugais brésilien          | Fábio Barreto                          | Nomination     |
| 1997 (69e)        | Tieta do Agreste                                           | Tieta do Agreste                                           | portugais brésilien          | Carlos Diegues                         | Non nommé      |
| 1998 (70e)        | Quatre Jours en septembre                                  | O Que É Isso, Companheiro?                                 | portugais brésilien          | Bruno Barreto                          | Nomination     |
| 1999 (71e)        | Central do Brasil                                          | Central do Brasil                                          | portugais brésilien          | Walter Salles                          | Nomination     |
| 2000 (72e)        | Orfeu                                                      | Orfeu                                                      | portugais brésilien          | Carlos Diegues                         | Non nommé      |
| 2001 (73e)        | La Vie peu ordinaire de Dona Linhares                      | Eu, Tu, Eles                                               | portugais brésilien          | Andrucha Waddington                    | Non nommé      |
| 2002 (74e)        | Avril brisé                                                | Abril Despedaçado                                          | portugais brésilien          | Walter Salles                          | Non nommé      |
| 2003 (75e)        | La Cité de Dieu                                            | Cidade de Deus                                             | portugais brésilien          | Fernando Meirelles                     | Non nommé      |
| 2004 (76e)        | Carandiru                                                  | Carandiru                                                  | portugais brésilien          | Héctor Babenco                         | Non nommé      |
| 2005 (77e)        | Olga                                                       | Olga                                                       | portugais brésilien          | Jayme Monjardim (pt)                   | Non nommé      |
| 2006 (78e)        | Dois Filhos de Francisco (pt)                              | Dois Filhos de Francisco (pt)                              | portugais brésilien          | Breno Silveira (pt)                    | Non nommé      |
| 2007 (79e)        | Cinéma, Aspirines et Vautours (pt)                         | Cinema, Aspirinas e Urubus                                 | allemand, portugais          | Marcelo Gomes                          | Non nommé      |
| 2008 (80e)        | L'Année où mes parents sont partis en vacances             | O Ano em Que Meus Pais Saíram de Férias                    | portugais, yiddish, hébreu   | Cao Hamburger (pt)                     | Préselectionné |
| 2009 (81e)        | Rio ligne 174                                              | Última Parada 174                                          | portugais brésilien          | Bruno Barreto                          | Non nommé      |
| 2010 (82e)        | Salve Geral (pt)                                           | Salve Geral (pt)                                           | portugais brésilien          | Sérgio Rezende                         | Non nommé      |
| 2011 (83e)        | Lula, le fils du Brésil                                    | Lula, o Filho do Brasil                                    | portugais brésilien          | Fábio Barreto                          | Non nommé      |
| 2012 (84e)        | Troupe d'élite 2                                           | Tropa de Elite 2: o Inimigo Agora É Outro                  | portugais brésilien          | José Padilha                           | Non nommé      |
| 2013 (85e)        | O Palhaço (pt)                                             | O Palhaço (pt)                                             | portugais brésilien          | Selton Mello                           | Non nommé      |
| 2014 (86e)        | Les Bruits de Recife                                       | O Som ao Redor                                             | portugais brésilien          | Kleber Mendonça Filho                  | Non nommé      |
| 2015 (87e)        | Au premier regard                                          | Hoje Eu Quero Voltar Sozinho                               | portugais brésilien          | Daniel Ribeiro                         | Non nommé      |
| 2016 (88e)        | Une seconde mère                                           | Que Horas Ela Volta?                                       | portugais brésilien          | Anna Muylaert                          | Non nommé      |
| 2017 (89e)        | Pequeno Segredo (pt),                                      | Pequeno Segredo (pt),                                      | portugais, anglais           | David Schürmann (pt)                   | Non nommé      |
| 2018 (90e)        | Bingo: O Rei das Manhãs                                    | Bingo: O Rei das Manhãs                                    | portugais brésilien          | Daniel Rezende                         | Non nommé      |
| 2019 (91e)        | Le Grand Cirque mystique                                   | O Grande Circo Místico                                     | portugais brésilien          | Carlos Diegues                         | Non nommé      |
| 2020 (92e)        | La Vie invisible d'Eurídice Gusmão                         | A Vida Invisível de Eurídice Gusmão                        | portugais brésilien          | Karim Aïnouz                           | Non nommé      |
| 2021 (93e)        | Babenco: Alguém Tem que Ouvir o Coração e Dizer Parou (pt) | Babenco: Alguém Tem que Ouvir o Coração e Dizer Parou (pt) | portugais brésilien          | Bárbara Paz                            | Non nommé      |
| 2022 (94e)        | Le Champ des possibles (pt)                                | Deserto Particular                                         | portugais brésilien          | Aly Muritiba (pt)                      | Non nommé      |
| 2023 (95e)        | Marte Um (pt)                                              | Marte Um (pt)                                              | portugais brésilien          | Gabriel Martins                        | Non nommé      |
| 2024 (96e)        | Portraits fantômes                                         | Retratos Fantasmas                                         | portugais brésilien          | Kleber Mendonça Filho                  | Non nommé      |
| 2025 (97e)        | Je suis toujours là                                        | Ainda Estou Aqui                                           | portugais brésilien          | Walter Salles                          | Lauréat        |